# Clubul Sportiv Pandurii Târgu Jiu
Le Club Sportiv Pandurii Lignitul Târgu Jiu est un club roumain de football basé à Târgu Jiu.
Il évolue actuellement en Première Division (Liga 1) dans le Championnat de Roumanie de football.

## Historique
- 1963 : fondation du club
- 2005 : 1re participation au championnat de 1re division (saison 2005-2006)
- 2013 : première participation du club à une compétition européenne (Ligue Europa 2013-2014)

## Stade
Le stade du club est le Stadionul Municipal.

## Palmarès
- Championnat de Roumanie
  - Vice-champion : 2013
- Championnat de Roumanie de deuxième division
  - Champion : 2005
  - Vice-champion : 2004
- Championnat de Roumanie de troisième division
  - Champion : 1977, 1979, 1986, 2000
  - Vice-champion : 1976, 1984
- Coupe de Roumanie
  - Meilleure performance : Demi-finaliste en 2007
- Coupe de la Ligue roumaine
  - Finaliste : 2015

## Anciens joueurs
- Vlad Chiricheș
- Liviu Ciobotariu
- Ion Luțu
- Ioan Hora
- Alexandru Maxim
- Adnan Gušo
- Stojan Vranješ
- Constant Djakpa
- Ousmane Viera

## Parcours en coupes d'Europe

### Matches
| 2013-2014 - Ligue Europa |       |                       |
| Deuxième tour            |       |                       |
| Levadia Tallinn          | 0 - 0 | Pandurii Târgu Jiu    |
| Pandurii Târgu Jiu       | 4 - 0 | Levadia Tallinn       |
| Troisième tour           |       |                       |
| Pandurii Târgu Jiu       | 1 - 1 | Hapoël Tel-Aviv       |
| Hapoël Tel-Aviv          | 1 - 2 | Pandurii Târgu Jiu    |
| Barrage                  |       |                       |
| Pandurii Târgu Jiu       | 0 - 1 | Sporting Braga        |
| Sporting Braga           | 0 - 2 | Pandurii Târgu Jiu    |
| Phase de groupes         |       |                       |
| Pandurii Târgu Jiu       | 0 - 1 | Dnipro Dnipropetrovsk |
| Paços de Ferreira        | 1 - 1 | Pandurii Târgu Jiu    |
| ACF Fiorentina           | 3 - 0 | Pandurii Târgu Jiu    |
| Pandurii Târgu Jiu       | 1 - 2 | ACF Fiorentina        |
| Dnipro Dnipropetrovsk    | 4 - 1 | Pandurii Târgu Jiu    |
| Pandurii Târgu Jiu       | 0 - 0 | Paços de Ferreira     |

| Rang | Équipe                | Pts | J | G | N | P | Bp | Bc | Diff |
| ---- | --------------------- | --- | - | - | - | - | -- | -- | ---- |
| 1    | ACF Fiorentina        | 16  | 6 | 5 | 1 | 0 | 12 | 3  | +9   |
| 2    | Dnipro Dnipropetrovsk | 12  | 6 | 4 | 0 | 2 | 11 | 5  | +6   |
| 3    | Paços de Ferreira     | 3   | 6 | 0 | 3 | 3 | 1  | 8  | -7   |
| 4    | Pandurii Târgu Jiu    | 2   | 6 | 0 | 2 | 4 | 3  | 11 | -8   |

- Qualification pour les seizièmes de finale de la Ligue Europa
- Éliminé de la Ligue Europa 2014-2015

### Adversaires européens
- Levadia Tallinn
- Hapoël Tel-Aviv
- Sporting Braga
- Paços de Ferreira
- ACF Fiorentina
- Dnipro Dnipropetrovsk